# 北京オペラブルース
『北京オペラブルース』（ペキンオペラブルース、原題：刀馬旦、英語題：Peking Opera Blues）は、1986年の香港映画。
1913年の辛亥革命直後の袁世凱政権下の北京を舞台に、3人の女性たちの闘う姿を京劇（＝北京オペラ）に絡めて描いたドラマ・アクション映画。日本では劇場未公開で、1988年6月21日にVHS発売された。DVD化もされている。

## キャスト
- チョーワン：ブリジット・リン
- パッナウ：サリー・イップ
- ソンホン：チェリー・チャン
- ネン・パッホイ：マーク・チェン
- ファ・ガムサウ：チョン・プイ
- パッナウの父：ウー・マ

## スタッフ
- 監督・製作：ツイ・ハーク
- 脚本：トゥ・クォクワイ
- 撮影：プーン・ハンサン
- 編集：デヴィッド・ウー
- 音楽：ジェームズ・ウォン